# Canarium batjanense
Canarium batjanense là một loài thực vật có hoa trong họ Burseraceae. Loài này được Leenh. mô tả khoa học đầu tiên năm 1981.